# كتلبة قصيرة الساق
كتلبة قصيرة الساق (الاسم العلمي:Catalpa brevipes) هي نوع من النباتات تتبع جنس الكتلبة من الفصيلة البنيونية.